# Алеур (Нерчинский район)
Алеур — село в Нерчинском районе Забайкальского края России. Входит в состав сельского поселения «Верхнеключевское».

## История
В 1966 г. указом президиума ВС РСФСР поселок Алеурской фермы Нерчинского совхоза переименован в Верхний Алеур.

## Население
| 2010 | 2021 |
| ---- | ---- |
| 213  | ↘142 |